# 小樽観光大学校
小樽観光大学校（おたるかんこうだいがっこう）は、北海道小樽市にある小樽観光の本質を捉えた人材育成を目指す組織である。小樽市商工会議所、小樽市、小樽商科大学、小樽市観光協会が主体となり協働して設立した。

## 概要
- 目標：小樽の観光産業を支える人材の育成と、市民レベルでのおもてなしの心の醸成
- 主な事業：小樽の文化や歴史などの知識に関する講座や検定試験の実施
- 大学校長：小樽市長
- 副大学校長：小樽観光協会会長代理副会長
- 運営委員長：小樽商工会議所副会頭
- 顧問：小樽商工会議所会頭
- 顧問：小樽商科大学学長
- 事務局：小樽商工会議所業務部業務課（小樽市稲穂2丁目22番1号 小樽経済センター3階）

## 沿革
- 平成15年6月 - 産官学による小樽市地域経済活性化会議が発足
- 平成15年9月 - 同会議に３つのワーキンググループ（観光高度化WG、既存産業活性化WG、人づくりWG）が発足
- 平成18年5月 - 小樽市内の経済団体、学識経験者、行政機関が協働して小樽観光大学校が設立[1]

## 検定試験
「おたる案内人認定制度」を運営しており、「おたる案内人（1級）」、「おたる案内人（2級）」、「おたる案内人（マイスター）」の3種類がある。それぞれ、以下の検定試験を実施している。
- 1級検定試験
- 2級検定試験
- マイスター検定試験

## 講座
企業にて観光客と接する方を対象に、「おたる案内人2級用講座」、「おたる案内人1級用講座」、マイスターを目指す「ブラッシュアップ講座」を開講している。